# Voir ci-dessous : amour
Voir ci-dessous : amour (en hébreu עיין_ערך:_אהבה, Ayen erekh—-ahavah) est un roman de l'écrivain israélien David Grossman, publié originellement en 1986 et en français en 1991 aux éditions du Seuil.

## Résumé
Le roman se décompose en quatre chapitres aux modes de narration très différents et aux sujets et personnages connexes.

### Momik
Un enfant, Momik, raconte son histoire à la troisième personne. C'est un enfant introverti et imaginatif qui se met dans des positions avantageuses, s'invente des amis et des quêtes et tente de décoder le réel (les ressemblances avec Le Sanatorium au croque-mort de Bruno Schulz abondent). L'arrivée du grand-père Wasserman au début du livre, un retour tardif de ce grand-père rescapé des camps dans sa famille et qui divague et radote sur ce temps-là. L'imagination est enflammée par le mot "la Bête nazie", veut s'en protéger et la capturer comme dans un livre d'aventure. Il finira par lire toute la littérature sur la Shoah et comprendre de quoi il retourne, désillusion qui mettra fin au récit.

### Bruno
Le narrateur à la première personne, sans doute Momik à l'âge mûr, est un écrivain qui se dépêtre dans un adultère, et concentre toute son imagination sur les derniers instants de la vie de l'écrivain Bruno Schulz: il acquiert la certitude qu'il n'est pas mort dans le ghetto de Drohobycz, et qu'il l'a fui, embrassant le tableau Le Cri de Münch puis se jetant dans la mer. Le récit se transforme en fantasmagorie aquatique, le narrateur négociant et discutant avec la Mer, suivant le parcours de Bruno parmi les bancs de poisson, et rappelé à l'ordre parfois par sa femme et sa maîtresse qui s'inquiètent de sa santé, ou par les spécialistes polonais de Bruno Schulz.

### Wasserman
Le récit se fait plus traditionnel, avec une présence discrète du narrateur se demandant par exemple s'il a assez d'empathie ou voulant glisser des répliques à son grand-père. En camp de concentration, grand-père Wasserman échappe à la mort par gaz ou par balle; le commandant du camp, Neigel, décide alors d'en faire son jardinier. Il connaît Wasserman pour avoir lu les contes pour enfants qu'il écrivait dans des revues, la série des Enfants au cœur vaillant et va demander à Wasserman de lui écrire et conter un ultime épisode. C'est l'occasion pour Wasserman de cerner le fonds de la personnalité d'un chef de camp et d'avoir une revanche idéologique sur lui. S'attardant d'abord sur les interactions des deux personnages, le récit laisse de plus en plus de place au dernier épisode de ce conte où les "Enfants au cœur vaillant" sont désormais vieux et évoluent dans la Pologne de la Seconde Guerre mondiale. Les dernières pages voient la naissance d'un bébé monstrueux, condamné à vivre toute une vie en 24 heures.

### L'Encyclopédie complête de la vie de Kazik
Une série d'articles encyclopédique, dont le premier est: "Amour [Voir ci-dessous: sexe]", cerne le monde mental du héros Kazik et de son créateur.

## Méthode narrative
Le roman s'illustre par de nombreux types de narration, et par les interruptions fréquentes d'une narration par d'autres voix narratives. Livre sur la Shoah, Voir ci-dessous: amour, pose l'impossibilité de parler et de ne pas parler de la Shoah dans le récit Momik, et multiplie ainsi les tentatives, en donnant la parole aux témoins morts, à des allégories ou des personnages de fiction, et au narrateur lui-même, qui ne peut s'excepter, depuis l'enfance, de la question.

## Éditions
- Voir ci-dessous: amour, éditions du Seuil, 1991, Points Seuil 1995.